# Thiago Feltri
Thiago Henrique Feltri, conhecido como Thiago Feltri (Fernão, 18 de Maio de 1985), é um futebolista brasileiro que atua como lateral-esquerdo. Atualmente joga pelo Linense

## Carreira
Thiago Feltri ainda adolescente já despontava como um promissor futebolista na escolinha de futebol da Prefeitura Municipal de Fernão-SP, cidade na qual nasceu. No ano de 2003, junto com mais dois atletas da cidade, sendo eles o ex-goleiro Paulo Marcelo e o ex-atacante Hamilton, Feltri inicia sua carreira na base do Garça Futebol Clube, um extinto clube que também revelou o ex-goleiro Waldir Perez e o ex-lateral Roberto Carlos. No ano seguinte Feltri foi para a base também do extinto Força Esporte Clube, tendo um bom desempenho na capital paulista, partiu no mesmo ano para o Atlético Mineiro. Sua primeira partida no profissional foi no Campeonato Brasileiro de 2005 com a camisa do Galo diante do São Paulo no Morumbi, a partida terminou empatada em 2X2. Feltri marcou naquele jogo o lateral direito Cicinho. Antes de ser revelado pelo Atlético-MG, Feltri passou pela base do Garça e Força. No ano de 2006, após boa atuação na reta final com a camisa do Atlético no Brasileirão, Feltri inicia a temporada como profissional e conquista o estadual, fica no clube até o fim de 2007 e é emprestado ao Goiás para a temporada de 2008, dando a volta por cima retorna à Cidade do Galo em 2009 para encerrar seu contrato com o clube mineiro no fim da temporada.

### Atlético Goianiense
Em 2010, foi contratado pelo Atlético Goianiense, onde permaneceu por 2 temporadas, até o fim de 2011. No Dragão, Feltri viveu seu melhor momento de sua carreira conquistando dois estaduais (2010-11), se tornando um dos principais jogadores do clube e um dos mais querido da torcida. Ao fim de 2011, o atleta quis buscar novos desafios no Rio de Janeiro com a camisa do Vasco.

### Vasco da Gama
Em janeiro de 2012, acertou com o Vasco da Gama. Thiago marcou seu primeiro gol com a camisa cruz-maltina em seu terceiro jogo pelo clube na partida contra o Bangu em jogo válido pela terceira rodada da Taça Guanabara. Após cruzamento, Alecsandro errou a bola e acabou ajeitando para Feltri marcar, foi o segundo gol da partida que terminou com o placar de 3-1 para o Vasco. Nessa partida ele também recebeu um cartão amarelo por um pênalti em que o jogador do Bangu caiu sozinho e o árbitro da partida optou por marcar o pênalti. Com a camisa do Vasco, Feltri começou bem a temporada e foi um dos destaques do clube, mas no decorrer do ano caiu de produção e no ano seguinte foi despensado pelo clube da Colina.

### Joinville
Em 2013 foi dispensado do Vasco, com destino ao Joinville.

### Retorno ao Dragão
Em 2014 retornou ao Atlético Goianiense.

### Bragantino
Em fevereiro de 2015 foi anunciado pelo Bragantino, sendo o último reforço para a competição. Ele pouco jogou depois de sentir uma fisgada na coxa esquerda no jogo contra o Linense saindo ainda no primeiro tempo. e após amargar o rebaixamento junto com a equipe do Bragantino para o Campeonato Paulista de Futebol - Série A2 de 2016, ele foi dispensado junto com outros 4 jogadores.

### Portuguesa
Em janeiro de 2017, por indicação de Emerson Leão, é anunciado como novo reforço da Lusa, para a disputa do campeonato brasileiro da série D.

## Títulos
Atlético Mineiro
- Campeonato Brasileiro - Série B: 2006
- Campeonato Mineiro: 2007

Atlético Goianiense
- Campeonato Goiano: 2010 e 2011, 2014